# Esteban José Martínez Fernández y Martínez de la Sierra
Esteban José Martínez Fernández y Martínez de la Sierra, o simplement, Esteban José Martínez (Sevilla, 1742 - 1798) va ser un oficial naval espanyol del segle xviii que participà en diverses expedicions d'exploració de la costa del Pacífic d'Amèrica del Nord: el 1774 fou el segon a bord de la fragata Santiago, pilotada per Joan Perés, sent els primers europeus a contactar amb els haida; el 1788 dirigí la seva pròpia expedició a la costa d'Alaska, la primera que entrà en contacte amb els russos; i el 1789 encapçalà una expedició destinada a construir un fort a l'illa de Nootka i que desencadenà un conflicte que quasi va dur a la guerra entre Espanya i el Regne Unit i que va donar lloc a les convencions de Nootka.

## Biografia
El 1755 o 1756 Martínez entrà a l'escola de marina del Col·legi San Telmo, a Sevilla, una escola per a pilots. El 1773 fou assignat com a pilot segon al Departament Naval de San Blas, al Virregnat de Nova Espanya.

## L'exploració del Nord-oest del Pacífic
El 1774 els espanyols ja havien explorat i reclamat la regió del Nord-oest del Pacífic en una expedició comandada per Joan Perés. El 1775 en feren una altra sota el comandament de Bruno de Heceta i Juan Francisco de la Bodega y Quadra. En l'expedició de 1774 Perés era segon de Martínez, al comandament de la fragata Santiago. L'expedició va tenir el primer contacte conegut entre europeus i els haida de les illes de la Reina Carlota, el juliol de 1774. La colonització de l'Amèrica russa, l'actual Alaska, era una amenaça per a les reivindicacions de la sobirania espanyola en aquell sector de la costa Nord-oest del Pacífic.

### L'expedició a la costa d'Alaska (1788)
Durant la guerra entre Espanya i el Regne Unit el port de San Blas centrà els seus esforços en la guerra a les Filipines, quedant suspesos tots els viatges d'exploració. El suport de l'Alta Califòrnia, que depenia de San Blas, va ser mínim. El 1786 l'Alta Califòrnia s'havia tornat autosuficient i quan va tornar la pau amb el Regne Unit, després del Tractat de París, tornaren a ser possibles nous viatges cap al nord del Pacífic.
El març de 1788 foren enviats cap al nord dos vaixells des de San Blas per investigar l'activitat dels russos. Martínez, a bord del Princesa, estava al comandament de l'expedició i anava acompanyat pel San Carlos, a les ordres de Gonzalo López de Haro, amb José María Narváez com a pilot. Els vaixells arribaren a l'estret del Príncep Guillem durant el mes de maig. Buscant evidències del comerç de pells rus les naus es van dirigir cap a l'oest i al juny López de Haro va arribar a l'illa Kodiak. Allà va tenir coneixement pels indígenes que ben a prop hi havia un assentament rus.
El 30 de juny de 1788, López de Haro envià Narváez en un bot a la recerca de l'assentament rus, a la badia Three Saints. Narváez el va trobar, sent el primer espanyol que entrava en contacte amb els russos a Alaska. Allà es reuní amb el comandant rus Evstrat Delàrov i el va dur fins al San Carlos per entrevistar-se amb López de Haro. Delàrov va donar a Narváez un mapa rus de la costa d'Alaska i li indicà la ubicació dels set assentaments russos que tenien a la zona.
Després d'aquesta trobada López de Haro va navegar cap a l'est i es va afegir a Martínez a Sitkinak. Amb la informació proporcionada per Delàrov, l'expedició viatjà fins a Unalaska, on hi havia un important assentament rus sota el comandament de Potap Kuzmitx Zaikov. Martínez hi arribà el 29 de juliol i López de Haro sis dies més tard. Zaikov donà a Martínez tres mapes que comprenien les illes Aleutianes i li confirmà que els russos tenien previst apoderar-se de l'illa de Nootka l'any següent. Zaikov li explicà que dues fragates russes estaven de camí, i una tercera navegaria fins a l'illa de Nootka. Es referia a l'expedició de 1789 de Joseph Billings, però exagerant la seva missió. La visita a Unalaska marca el punt més occidental al qual arribaren els espanyols durant l'exploració d'Alaska.
L'expedició espanyola deixà Unalaska el 18 d'agost de 1788 per dirigir-se cap a Califòrnia i Mèxic. Degut a creixents tensions entre Martínez i López de Haro, els vaixells van perdre contacte entre ells, navegant cap al sud per separat. Martínez ho havia permès, però l'havia obligat a reunir-se amb ell a Monterey. Però durant el viatge López de Haro, amb el suport de Narváez i els altres pilots, declarà que el seu vaixell ja no estava sota el comandament de Martínez i navegaren de tornada fins a San Blas, on arribaren el 22 d'octubre de 1788. Martínez esperà a López de Haro durant un mes a Monterey i arribà a San Blas el desembre, on fou acusat de lideratge irresponsable. Aviat va recuperar el favor i posat a càrrec d'una nova expedició per ocupar el Nootka Sound abans no ho fessin els russos.

### La presa del Nootka Sound (1789)
El 1789 el Virrei de Nova Espanya, Manuel Antonio Flores, va manar a Martínez que ocupés preventivament el Nootka Sound per construir un assentament i una fortalesa per deixar clar que Espanya hi estava construint un establiment oficial.Martínez, com a pilot primer i alferes de navili, encapçalà una expedició formada pel vaixell de guerra La Princesa, sota el seu comandament, i el vaixell de subministraments San Carlos, dirigit per Gonzalo López de Haro. Arribaren a Nootka el 5 de maig de 1789, on trobaren els vaixell estatunidencs Columbia, a les ordres de Robert Gray, i el Lady Washington, comandat per John Kendrick, que havien hivernat a l'illa i que es dedicaven al comerç de pells. Els seus capitans van adduir que eren allà per les males condicions meteorològiques, per la qual cosa Martínez els deixà partir. A l'illa també hi havia el paquebot de bandera portuguesa Iphigenia Nubiana vicunlat a capitals britànics lligats a John Meares, un marxant de pells britànic que afirmava haver comprat les terres als nuu-chah-nulth. Poc després també arribà el paquebot britànic Argonauta, comandat pel capità James Colnett. Martínez capturà l'Argonauta i l'Iphigenia Nubiana, així com la balandra Princess Royal, comandada per Thomas Hudson i la goleta Northwest América, que també arribaren a l'illa. Martínez batejà el Nootka Sound com a Port de San Lorenzo de Nuca i a l'illot de San Miguel o illa de los Cerdos, hi construí un assentament anomenat Santa Cruz de Nuca, format per cases, un hospital i la presó Fort San Miguel. A finals de juliol, seguint ordres, abandonà l'assentament i tornà cap a San Blas amb els vaixells i les tripulacions capturats.
Aquests fets van donar lloc a la crisi de Nootka, un conflicte entre l'Espanya i el Regne Unit sobre la colonització i l'accés territorial a la costa Nord-oest del Pacífic d'Amèrica del Nord i que fou solucionat per una sèrie de convenis —subscrits el 1790, 1793 i 1794 i conegut com a Convencions de Nootka.